# 터더킨

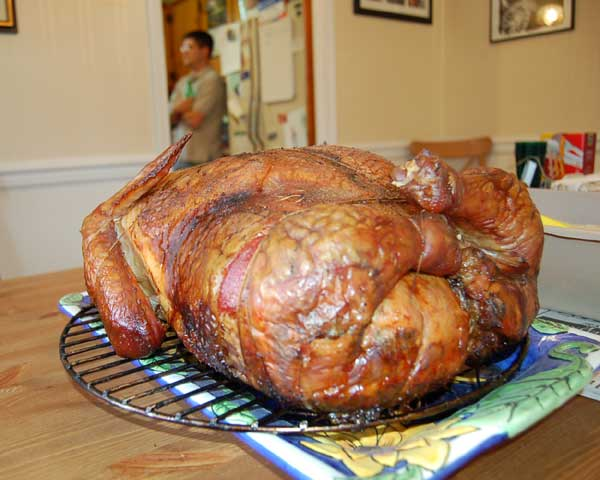
14kg 로스트 터더킨

터더킨(Turducken)은 뼈를 제거한 오리 안에 뼈를 제거한 닭고기를 채우고, 뼈를 제거한 칠면조고기 안에 속을 채워 만든 요리이다. 미국과 캐나다 이외의 지역에서는 스리버드 로스트(Three-bird Roast)로 알려져 있다. 구더킨(Gooducken)은 칠면조를 거위로 대체한 영어 변형이다.
터더킨이라는 단어는 칠면조, 오리, 닭고기를 합친 합성어이다. 이 요리는 한 동물을 다른 동물의 위 통로 내부에 채우는 조리법인 엔가스터레이션(engastation)의 한 형태이다. 이 경우에는 두 배로 채워진다.
닭/수렵 암탉의 흉강과 나머지 틈은 때로는 양념이 많이 된 빵가루 혼합물이나 소시지 고기로 채워지지만 일부 버전에서는 새마다 속이 다르다. 그 결과, 조림, 로스팅, 그릴링 또는 바비큐 요리에 적합한 상당히 견고한 층의 가금류 요리가 탄생했다.
터더킨은 NFL 추수감사절 경기와 이후 월요일 밤 축구 방송에서 특이한 요리를 홍보한 존 메이든에 의해 미국에서 대중화되었다. 한번은 해설자가 부스에 거주하면서 터더킨의 내용물을 시연하기 위해 맨손으로 터더킨을 쪼개는 경우도 있었다. 메이든은 1996년 12월 1일 슈퍼돔에서 열린 뉴올리언스세인츠(New Orleans Saints)와 세인트루이스램스(St. Louis Rams) 간의 경기에서 처음으로 방송 중 터더킨을 먹었다.

## 같이 보기
- 오리고기
- 마트료시카